# حزام المشية

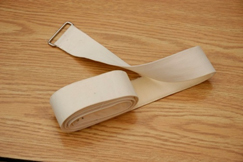
حزام المشية

حزام المشية (بالإنجليزية: Gait belt) هو جهاز يوضع على المريض الذي يعاني من مشاكل في التنقل، يتم وضع الجهاز بواسطة مقدم رعاية قبل أن يقوم بنقل المريض. قد يواجه المرضى مشاكل في التوازن ويمكن استخدام حزام المشية للمساعدة في الحركة الآمنة للمريض من وضع الوقوف إلى كرسي متحرك على سبيل المثال. يتم تصميم حزام المشية عادة من حزام القطن مع مشبك معدني دائم في نهاية واحدة. تم عمل أحزمة مشية من الفينيل قابلة للتنظيف في عام 2001 بواسطة شركة تشابمان للمنتجات الطبية (Chapman Medical Products LLC)، بسبب ميل الأحزمة المنسوجة إلى إيواء الجراثيم .

## الغرض والاستخدام
أحزمة المشية يتم ارتداؤها حول خصر المريض. الغرض منها هو وضع ضغط أقل على العمود الفقري القطني للمريض أثناء قيام مقدمي الرعاية بنقل المريض. تستخدم أحزمة المشية في دور رعاية المسنين والمستشفيات أو غيرها من المرافق المماثلة.

## المشاكل
مع ظهور الجراثيم الفائقة مثل :العنقودية الذهبية المقاومة للمثيسيلين (MRSA) والمكورة المعوية المقاومة المقاومة للفانكومايسين ( VRE ). يعد محاولة الحد من الطرق التي تنتقل بها الجراثيم هي مصدر قلق كبير لمجال الرعاية الصحية. يعد تحديد الطرق المناسبة لتنظيف الأحزمة المكشوفة مشكلة تواجهها معظم منشآت الرعاية الصحية. تقوم منظمات مثل اللجان المشتركة (Joint Commissions) وإدارة السلامة والصحة المهنية  (OSHA) ومراكز مكافحة الأمراض واتقائها ( CDC ) باستمرار بتحديث توصياتها لتنظيف الكائنات غير الحية مثل حزام المشية. لاحظ باري تشابمان -ممرض مسجل- أن أحزمة المشية المنسوجة نادراً ما يتم تنظيفها. ورأى أيضًا مدى صعوبة تنظيفها والحفاظ عليها. لقد حصل على براءة اختراع له. تم تقديم أحزمة مشي من الفينيل قابلة للتنظيف في عام 2001 بواسطة شركة تشابمان للمنتجات الطبية (Chapman Medical Products LLC).
كان لأحزمة المشية الفينلية مراجعات مختلطة سببها الرئيسي أن المستخدمين الرئيسيين مثل ( CNA) و PT's و PTA و OT's والممرضات يضطرون إلى شراء ما يريدونه لأن شركات الرعاية الصحية التي تشتريها للموظفين لديها أموال محدودة. وشهدت صناعة المنتجات الطبية قيمة حزام المشية القابل للتنظيف وقد أنتج العديد من مصانع حزام المشية إصداراتهم الخاصة من حزام مشي الفينيل القابل للتنظيف

## القانون
قد يتم تغريم دور رعاية المسنين إذا أصيب المريض أثناء النقل وأظهرت التحقيقات اللاحقة أن المريض لم يكن يرتدي حزامًا للمشي. في 13 سبتمبر تم تغريم دار رعاية دوغلاس مانور في ويندهام بـ 1530 دولارًا بعد أن عانى المريض من عدة إصابات عندما فشل الموظفون في استخدام حزام المشية عند المساعدة في النقل.

## إرشادات إدارة السلامة والصحة المهنية
يقدم موقع إدارة السلامة والصحة المهنية ( OSHA) إرشادات الممارسة الحالية لاستخدام أحزمة المشية. تشير الإرشادات إلى أنه قد تكون هناك حاجة إلى أكثر من مقدم رعاية واحد، وأن الأحزمة ذات المقابض المبطنة أسهل في الإمساك بها. ينص أيضًا على أن أحزمة المشية لا تُستخدم أبدًا كقيود على المرضى الحاملين أنابيب التغذية، ويتم تجنبها مع المرضى الذين لديهم قسطرة.